# The Mollusk
The Mollusk je šesti studijski album američkog rock-sastava Ween. Diskografska kuća Elektra Records objavila ga je 24. lipnja 1997. Konceptualni je album mračne morske tematike; većina pjesama sadrži elemente iz psihodeličnih žanrova ili mornarskih pjesama, ali je prisutan i snažan utjecaj progresivnog rocka. Dean Ween izjavio je da je to "jedini album na koji sam zbilja ponosan" i njegov "omiljeni album koji smo ikad snimili". Gene Ween bio je sličnog mišljenja; izjavio je: "The Mollusk mi je na kraju krajeva vjerojatno omiljeni [album]."

## Pozadina
Tijekom rada na albumu Chocolate and Cheese (iz 1994.) Aaron Freeman i Mickey Melchiondo, poimence poznatiji kao Gene i Dean Ween, počeli su stvarati kvalitetnije studijske snimke. Iako su gotovo sve pjesme na prethodnim uradcima samostalno snimili kod kuće uz pomoć kasetofona s četiri kanala, Chocolate and Cheese prvi je album koji je sastav snimio u profesionalnom studiju. U to je vrijeme skupina također prestajala biti duo – pridružio joj se bubnjar Claude Coleman, zbog čega su se Freeman i Melchiondo mogli okušati u većem broju glazbenih stilova.
Iako je 12 Golden Country Greats iz 1996. prvi album koji je Ween snimio u punijoj postavi, pjesme na tom uratku snimljene su s različitim studijskim glazbenicima iz Nashvillea; međutim, sama ga skupina smatra sporednim projektom nalik The Beach Boys' Christmas Albumu, a ne pravim nasljednikom Chocolate and Cheesea. The Mollusk je prvi album sastava na kojem je svirao klavijaturist Glenn McClelland; netom prije objave albuma grupi se pridružio i basist Dave Dreiwitz, pa je tako Ween postao peteročlani sastav, a u toj je postavi i danas.
Naslovnicu i sve ilustracije za The Mollusk izradio je Storm Thorgerson, grafički dizajner koji je zaslužan za mnoge naslovnice za albume Pink Floyda, (npr. The Dark Side of the Moon). Iako je Thorgerson bio unajmljen samo za izradu naslovnice, nakon što je poslušao pjesme s albuma, toliko mu se svidjela skupina da je besplatno izradio sve promidžbene ilustracije i reklamne postere.

## Snimanje
Nakon snimanja Chocolate and Cheesea u profesionalnom studiju Gene i Dean Ween odlučili su se vratiti starijoj metodi snimanja albuma kod kuće. Godine 1995. sastav je premjestio opremu za snimanje u unajmljenu kuću na obali Holgatea u New Jerseyju. Oprema za snimanje i dio materijala zamalo su bili upropašteni nakon što je u toj kući pukla vodovodna cijev. U to je vrijeme skupina privremeno obustavila rad na albumu i odlučila snimiti 12 Golden Country Greats (iz 1996.) u Nashvilleu; nakon što je objavila taj uradak i otišla na promidžbenu turneju, snimanje The Molluska privela je kraju na raznim drugim mjestima dalje od obale. Dovršen je 1996., a objavljen je 24. lipnja 1997.

## Popis pjesama

### The Mollusk
Tekstovi i glazba: Gene Ween i Dean Ween. 
| 1.    | »I'm Dancing in the Show Tonight«                                               | 1:56 |
| 2.    | »The Mollusk«                                                                   | 2:37 |
| 3.    | »Polka Dot Tail«                                                                | 3:20 |
| 4.    | »I'll Be Your Jonny on the Spot«                                                | 2:01 |
| 5.    | »Mutilated Lips«                                                                | 3:49 |
| 6.    | »The Blarney Stone«                                                             | 3:14 |
| 7.    | »It's Gonna Be (Alright)«                                                       | 3:19 |
| 8.    | »The Golden Eel«                                                                | 4:04 |
| 9.    | »Cold Blows the Wind«                                                           | 4:28 |
| 10.   | »Pink Eye (On My Leg)« (instrumentalna skladba)                                 | 3:13 |
| 11.   | »Waving My Dick in the Wind«                                                    | 2:12 |
| 12.   | »Buckingham Green«                                                              | 3:19 |
| 13.   | »Ocean Man«                                                                     | 2:07 |
| 14.   | »She Wanted to Leave« (sadrži reprizu pjesme "I'm Dancing in the Show Tonight") | 4:26 |
| 44:05 |                                                                                 |      |

### The Mollusk Sessions
The Mollusk Sessions kompilacijski je album koji je skupina 2007. objavila na internetu. Sadrži demosnimke nastale tijekom rada na The Mollusku i naknadno odbačene pjesme.
| 1.    | »Mutilated Lips«             | 4:03 |
| 2.    | »Cold Blows the Wind«        | 4:21 |
| 3.    | »The Mollusk«                | 2:50 |
| 4.    | »Waving My Dick in the Wind« | 2:22 |
| 5.    | »Kim Smoltz«                 | 4:45 |
| 6.    | »Ocean Man«                  | 2:21 |
| 7.    | »Koko«                       | 3:39 |
| 8.    | »Did You See Me«             | 5:29 |
| 9.    | »Flutes of the Chi«          | 3:13 |
| 10.   | »She Wanted to Leave«        | 2:28 |
| 11.   | »Vinnie the Eel«             | 5:06 |
| 40:37 |                              |      |

## Recenzije
Stephen Thomas Erlewine, AllMusicov recenzent, dodijelio mu je četiri i pol zvjezdica od njih pet i izjavio je: "Kao što je bio slučaj s Chocolate and Cheeseom, neupućenim bi slušateljima The Mollusk mogao zvučati kao komičan album, ali pjesme i njihove izvedbe toliko su izvanredne da se album može slušati i nakon što slušatelji prevladaju šok koji im nosi humor." Recenzentica Rolling Stonea Neva Chonin dodijelila mu je tri i pol zvjezdice od njih pet i izjavila je: "Na kraju svega, The Mollusk zvuči i anakrono (hoće li dečki ikad napustiti taj štih šmokljana lakrdijaša?) i – otkad je putovanje žanrovima postalo tipično za pop-kulturu – lukavo suvremeno."
Consequence of Sound uvrstio je album na popis 50 najboljih albuma iz 1997.

### Utjecaj
The Mollusk je izravno utjecao na animiranu televizijsku seriju Spužva Bob Skockani. Stephen Hillenburg, autor te serije, kontaktirao je s članovima skupine ubrzo nakon objave albuma i zamolio ih da mu napišu pjesmu (to je naposljetku postala pjesma "Loop de Loop"). Pjesma "Ocean Man" svira tijekom popisa zasluga na kraju filma Spužva Bob Skockani. Kurt Vile izjavio je da mu je "Mutilated Lips" najbolja pjesma svih vremena, a za sam je album izjavio da ga je u tinejdžerskoj dobi "oborio s nogu".

## Zasluge
| Ween - Dean Ween – vokali, gitara, snimanje, tonska obrada - Gene Ween – vokali, gitara, snimanje - Glenn McClelland – klavijatura - Claude Coleman Jr. – bubnjevi, udaraljke, snimanje, tonska obrada Dodatni glazbenici - Mean Ween – bas-gitara - Kirk Miller – zvučni efekti - Bill Fowler – gitara, bas-gitara | Ostalo osoblje - Juan Garcia – asistent pri tonskoj obradi - Bill McNamera – asistent pri tonskoj obradi - Steve Nebesney – asistent pri tonskoj obradi - Mick Preston – asistent pri tonskoj obradi - Ralph Smith – asistent pri tonskoj obradi - Jim Woolsey – asistent pri tonskoj obradi - Andrew Weiss – produkcija, tonska obrada, miksanje - Peter Curzon – ilustracije - Tom Nichols – fotografija - Rupert Truman – fotografija - Sam Brooks – dizajn naslovnice - Finlay Cowan – dizajn naslovnice - Storm Thorgerson – dizajn naslovnice |

## Ljestvica
| Ljestvica (1997.)        | Najviša Pozicija |
| ------------------------ | ---------------- |
| SAD (Billboard 200)      | 159              |
| SAD (Heatseekers Albums) | 5                |